# Bill Toomey
William Anthony Toomey, född 10 januari 1939 i Philadelphia, är en före detta amerikansk friidrottare.
Toomey blev olympisk mästare i tiokamp vid olympiska sommarspelen 1968 i Mexico City.